# Dynamische druk
In de stromingsleer is de dynamische druk (aangeduid als q of Q) de hoeveelheid gedefinieerd door:
{\displaystyle q={\tfrac {1}{2}}\,\rho \,v^{2},}
waarbij geldt (de gebruikte eenheden zijn SI):
| {\displaystyle q\;}     | = dynamische druk in pascal,                                              |
| {\displaystyle \rho \;} | = massadichtheid van vloeistof in kg/m3 (bijvoorbeeld de luchtdichtheid), |
| {\displaystyle v\;}     | = snelheid van vloeistof in m/s.                                          |

## Betekenis en gebruik
De dynamische druk kan min of meer worden gelijkgesteld aan de kinetische energie van een vloeibaar deeltje. Beide hoeveelheden zijn recht evenredig met de deeltjesmassa (in het geval van dynamische druk via de dichtheid). De dynamische druk is een van de onderdelen van de wet van Bernoulli, die op zijn beurt deel uitmaakt van de wet van behoud van energie voor bewegende vloeistoffen. De dynamische druk is dan gelijk aan het verschil tussen de stagnatiedruk en de hydrostatische druk.
Een ander belangrijk aspect van de dynamische druk is dat de aerodynamische mechanische spanning welke wordt ervaren door een vliegtuig dat reist met snelheid {\displaystyle v} evenredig is met de luchtdichtheid en het kwadraat van {\displaystyle v}, ofwel {\displaystyle q}. Door naar de variaties in de waarden van {\displaystyle q} te kijken is het dus mogelijk de variatie en maximumwaarde van de mechanische spanning van een vliegtuig te bepalen. De maximale dynamische druk (max. q) is in dit geval een belangrijke parameter.
De dynamische druk wordt ook gebruikt in de wet van Bernoulli als energiebalans in een gesloten systeem.

## Alternatieve vorm
Een bepaalde vloeistof kan worden beschouwd als een ideaal gas. De dynamische druk kan dan worden uitgedrukt als een functie van de vloeistofdruk en het machgetal wanneer de algemene gaswet wordt toegepast:
{\displaystyle p=\rho \,R\,T,\,}
de definitie van geluidssnelheid {\displaystyle v_{s}\;} en het machgetal {\displaystyle M_{a}\;}:
{\displaystyle v_{s}={\sqrt {\gamma \,R\,T}}} en {\displaystyle M_{a}={\frac {v}{v_{s}}},}
dynamische druk kan worden herschreven als:
{\displaystyle q={\tfrac {1}{2}}\,\gamma \,p\,M_{a}^{2},}
waarbij geldt (de gebruikte eenheden zijn SI):
| {\displaystyle p\;}       | = druk in pascal,                                                           |
| {\displaystyle \rho \;}   | = dichtheid in kg/m3,                                                       |
| {\displaystyle R\;}       | = specifieke gasconstante (287,05 J/(kg·K) voor lucht),                     |
| {\displaystyle T\;}       | = absolute temperatuur in kelvin,                                           |
| {\displaystyle M_{a}\;}   | = niet-dimensionaal machgetal,                                              |
| {\displaystyle \gamma \;} | = niet-dimensionale warmtecapaciteitsverhouding (1,4 voor lucht, constant), |
| {\displaystyle v\;}       | = snelheid in m/s,                                                          |
| {\displaystyle v_{s}\;}   | = snelheid van geluid in m/s                                                |